# San Esteban (Morcín)
San Esteban ist ein Parroquia und zugleich deren Hauptort in der Gemeinde Morcín in Asturien, Nordspanien, 2,2 km vom Sitz der Gemeindeverwaltung in Santa Eulalia de Morcín entfernt. Die 240 Einwohner (2011) leben in fünf Dörfern und Weilern
- Castandiello, 47 Einwohner 2011 43° 16′ 52″ N, 5° 53′ 47″ W
- Penanes, 27 Einwohner 2011 43° 17′ 14″ N, 5° 53′ 36″ W
- La Roza, 82 Einwohner 2011 43° 16′ 31″ N, 5° 53′ 58″ W
- Vegas de San Esteban, 53 Einwohner 2011 43° 16′ 40″ N, 5° 53′ 18″ W
- Villar, 31 Einwohner 2011 43° 16′ 50″ N, 5° 53′ 45″ W

## Sehenswürdigkeiten
- Die dem heiligen Stephanus geweihte Pfarrkirche San Esteban[1]
- Stadtpalast Palacio Ricardo, 18./19. Jahrhundert[2]

## Bevölkerungsentwicklung
|                                                                |
| Quelle: Website des INE – grafische Aufarbeitung für Wikipedia |